# Kolderova komise

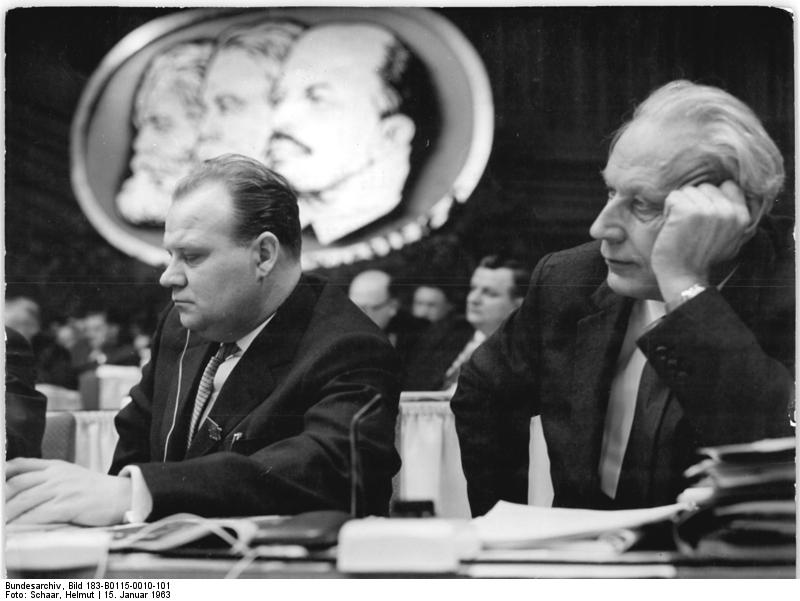
Drahomír Kolder (vlevo) a Herbert Warnke (vpravo) za předsednickým stolem na VI. sjezdu Sjednocené socialistické strany Německa (SED) v Berlíně v lednu 1963 (tedy v době, kdy v Československu působila Kolderova komise)

Kolderova komise byla rehabilitační komise ÚV KSČ působící od září 1962 do dubna 1963. Nazvaná byla podle komunistického funkcionáře Drahomíra Koldera. Členy komise byly víceré významné osoby 60. let, mimo jiné i Alexander Dubček, Jozef Lenárt, Bohuslav Laštovička, Lubomír Štrougal, Václav Prchlík. Významný vliv na činnost komise však měl hlavně prezident a první tajemník ÚV KSČ Antonín Novotný, který všechny její zprávy musel před předložením straně schválit.
Komise došla k závěrům, že procesy s komunisty, které se uskutečnily v 50. letech 20. století, byly vykonstruované a protizákonné. Navzdory tomu, že celkově komise přispěla k rehabilitaci asi 400 odsouzených osob - komunistů, byla ve vícerých ohledech nedůsledná. Na rozdíl od předcházejících přešetřování komise rehabilitovala všechny odsouzené v procesu se Slánským, zároveň však Rudolf Slánský byl rehabilitován jen právně a v rámci strany mu bylo nadále vytýkáno vícero přešlapů proti stranickým normám. V politické rovině komise taktéž potvrdila proces s buržoazními nacionalisty, kterému se však v návaznosti na Kolderovu komisi věnovala v roce 1963 i tzv. barnabitská komise.
Zodpovědnost za justiční omyly komise svalila hlavně na politicky a stranicky mrtvé osoby (Alexej Čepička, Ladislav Kopřiva, Gustav Bareš). Jako následek činnosti komise však muselo ze svých funkcí odejít několik významnějších komunistů, mezi jinými např. Karol Bacílek, Pavol David, či Bruno Köhler. Komise zároveň prošetřila i činnost starší – Barákovy komise a její závěry uznala za chybné a jejího předsedu Rudolfa Baráka zodpovědného za její výsledek.